# Larry Cannon (koszykarz)
Lawrence T. „Larry” Cannon (ur. 12 kwietnia 1947 w Filadelfii, zm. 29 maja 2024) – amerykański koszykarz, występujący na pozycji rzucającego obrońcy, po zakończeniu kariery sportowej trener koszykarski.
Karierę zawodniczą zakończył przedwcześnie z powodu zapalenia żył w nogach.

## Osiągnięcia
NCAA
- Uczestnik turnieju NCAA (1968)
- Wybrany go Galerii Sław:
  - Philadelphia Big 5 (1973)[2][3]
  - Sportu uczelni La Salle (1977)

ABA
- Mistrz ABA (1972)[4]
- Zaliczony do II składu ABA (1971)[5]

Trenerskie
- Wicemistrz EBA (1976)
- Trener Roku EBA (1976)